# Teoria crítica da informação
Embora existam diversas linhas de estudos críticos em informação, a chamada teoria crítica da informação foi definida em 2009 por Christian Fuchs como "um esforço que se concentra ontologicamente na análise da informação no contexto de dominação, relações assimétricas de poder, exploração, opressão e controle, empregando epistemologicamente todos os meios teóricos e/ou empíricos necessários para fazê-lo, a fim de contribuir no nível praxeológico ao estabelecimento de uma sociedade participativa e cooperativa". 
No mesmo ano, no Brasil, Carlos Alberto Ávila Araújo escreve que as temáticas estudadas no âmbito de um teoria crítica da informação devem envolver “a questão da democratização da informação, do acesso à informação por parte de grupos e classes excluídos e marginalizados, a criação de formas e sistemas alternativos de informação, e mesmo estudos sobre a contrainformação, como forma de rejeição aos regimes informacionais hegemônicos”.
Ainda no Brasil, a proposta de teoria crítica da informação de Arthur Coelho Bezerra segue os passos teóricos e metodológicos da teoria crítica da Escola de Frankfurt, adaptando-os ao campo de investigação dos estudos em Ciência da Informação por meio da absorção e integração dos conceitos de regime de informação e de competência crítica em informação. Nessa proposta teórico-metodológica, o conceito de regime de informação é apresentado como ferramenta para se pensar, à luz da teoria crítica, a estrutura do ecossistema informacional contemporâneo, bem como suas tensões e contradições. O conceito de competência crítica em informação, por sua vez, é incorporado por conta de seu compromisso com a práxis transformadora, que busca extrair da relação dialética entre teoria e prática as condições de emancipação necessárias para a produção de novas formas sociais de vida.